# Toronto Dominion Bank Tower
Toronto Dominion Bank Tower – wieżowiec w Toronto, w Kanadzie. Budynek został otwarty w 1967 roku, posiada 56 kondygnacji i ma wysokość 223 m.